# Krähenbeeren

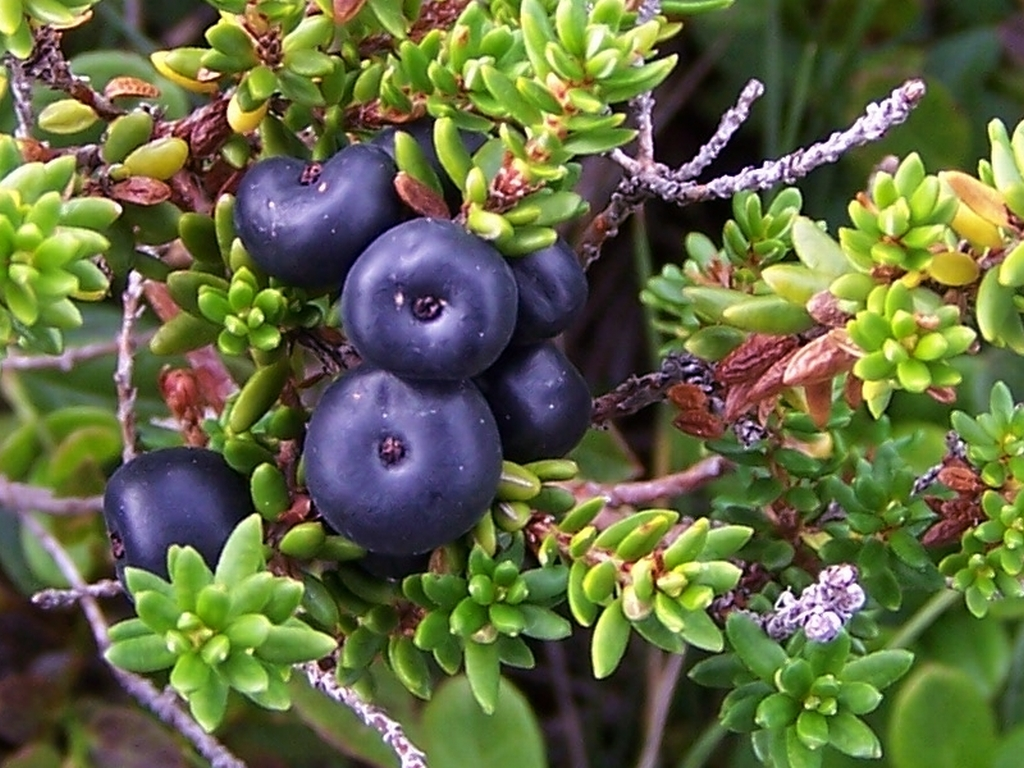
Schwarze Krähenbeere (Empetrum nigrum) mit blauschwarzen Steinfrüchten

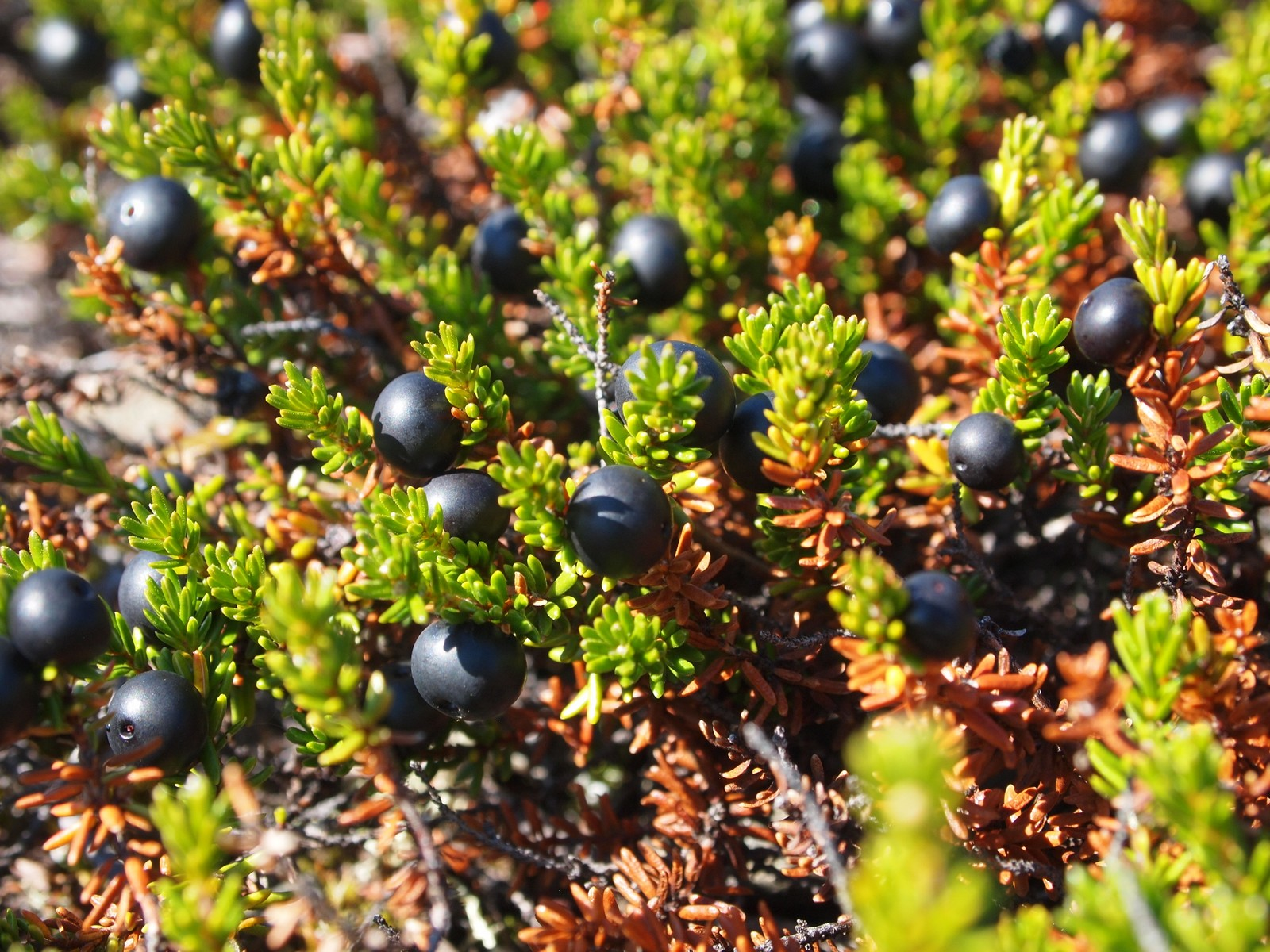
Schwarze Krähenbeere (Empetrum nigrum) in Alaska

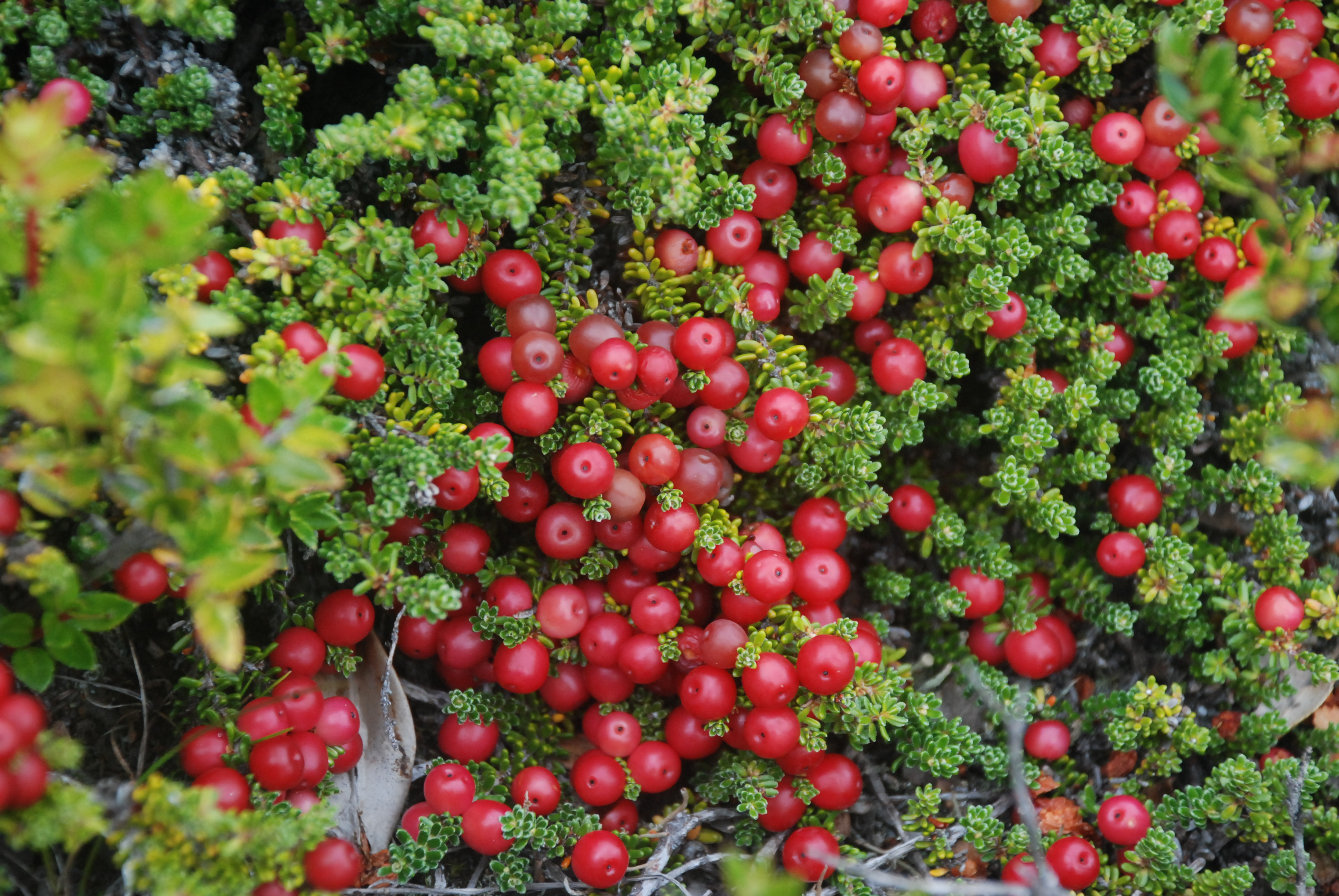
Rote Krähenbeere (Empetrum rubrum) im Nationalpark Torres del Paine

Die Krähenbeeren (Empetrum) sind eine Pflanzengattung, die heute zur Familie der Heidekrautgewächse (Ericaceae) gerechnet werden, in der Vergangenheit aber als selbständige Familie Krähenbeerengewächse (Empetraceae) angesehen wurden. Es gibt je nach Auffassung zwei bis wenig mehr Arten. Der botanische Gattungsname Empetrum leitet sich aus dem lateinischen empetros herba und dem altgriechischen émpetron her, damit wurden in der Antike Pflanzen bezeichnet, die medizinisch gegen Blasensteine eingesetzt wurden.

## Beschreibung
Die Krähenbeeren-Arten sind immergrüne Zwergsträucher, die Wuchshöhen von 15 bis 60 cm erreichen. Die nadelförmigen Laubblätter sind gegenständig oder quirlig angeordnet.
Sie sind einhäusig (monözisch) oder zweihäusig (diözisch) getrenntgeschlechtig. Die Blütenstände enthalten nur ein bis drei Blüten. Sie sind windbestäubt. Es sind nur drei bis sechs freie Blütenhüllblätter vorhanden. Die eingeschlechtigen Blüten sind klein. Die männlichen Blüten enthalten drei bis sechs Staubblätter. Bei den weiblichen Blüten ist ein oberständiger Fruchtknoten vorhanden, und der Stempel hat eine sechs- bis neun- oder zwölflappige Narbe. Ihre einsamigen Steinfrüchte sind dunkelblau bis schwarz oder rot.

## Verbreitung und Lebensraum
Die Heimat sind die nördlichen gemäßigten Regionen und in Südamerika die Anden sowie die südlichen atlantischen Inseln: Falklandinseln, Tristan da Cunha.
Krähenbeeren treten oft dominant in Pflanzenbeständen auf und bilden dann die nach dieser Gattung benannte „Krähenbeerenheide“. Die Krähenbeeren bzw. solche Heiden sind in Regionen anzutreffen, wo durch das kalte Klima kein Waldwuchs möglich ist. Großflächige Vorkommen gibt es davon einerseits im Bereich der nördlichen Tundra in Eurasien und Nordamerika, andererseits in der Höhenstufe der Zwergstrauchheiden an und über der natürlichen Waldgrenze in den Gebirgen der Nordhalbkugel. Kleinflächig kommen Krähenbeeren aber auch in Hochmooren und auf Küstendünen vor, also an waldfeindlichen Sonderstandorten auch unter ansonsten waldfähigen Klimabedingungen. Dem Vorkommen auf der Nordhalbkugel, wo die Schwarze Krähenbeere (Empetrum nigrum) und mit dieser nahe verwandte Arten wachsen, steht ein weiteres kleineres im südlichsten Südamerika gegenüber, wo in Patagonien und auf Feuerland ganz ähnliche Klimabedingungen auftreten. Hier kommt Empetrum rubrum mit roten Früchten vor.

Krähenbeeren bevorzugen saure Böden.

## Nutzung
Trotz Andromedotoxin gelten sie nicht als Giftpflanzen, da keine Vergiftungsfälle bekannt sind.
In Skandinavien und Grönland werden die Früchte als Kompott gegessen. Sie enthalten doppelt so viel Vitamin C wie Blaubeeren und werden auch als Ergänzung zur Blaubeere in der Saftproduktion als Farbmittel verwendet.
Auch in Chile werden die Früchte genutzt.

## Arten (Auswahl)
Es gibt mehrere Krähenbeeren-Arten (Empetrum):
- Empetrum eamesii Fernald & Wiegand: Sie kommt im nordöstlichen Kanada vor.[2]
- Zwittrige Krähenbeere (Empetrum hermaphroditum Hagerup): In der Flora of North America wird die Zwittrige Krähenbeere mit der Schwarzen Krähenbeere zu einer Art vereinigt.[2]
- Schwarze Krähenbeere (Empetrum nigrum L.): mit mehreren Unterarten und Varietäten, darunter:
  - Empetrum nigrum var. japonicum K.Koch (Syn.: Empetrum nigrum var. asiaticum Nakai ex H. Itô): Sie kommt in Japan, Korea, der Mongolei, im fernöstlichen Russland und in China vor.[3]
- Rote Krähenbeere (Empetrum rubrum Vahl ex Willd.): Die Heimat ist Chile und Feuerland.